# Max et son rival
Max et son rival è un cortometraggio del 1910 diretto da Lucien Nonguet.

## Trama
Max è innamorato di una signorina che vive nella casa di fronte e per settimane ha cercato, senza risultato di conoscerla. Max è furbo e quindi si inventa un piano astuto per far innamorare la signorina. Max dà dei soldi ad un vagabondo, per fingere un attacco alla signorina per poi interviene e salvarla. E così avviene. Tutti i giorni, tra Max e la signorina scorrono baci soffiati; dall'altra parte della strada e da una finestra all'altra delle loro case l'una di fronte all'altra. i rispettivi genitori, scoprono i due in questo scambio di baci, ed incuriositi; sia la madre di lei che il padre di lui si affacciano alla finestra per vedere a chi sono rivolti questi baci. Una volta affacciati, non conoscendosi si vedono; rimanendo stupefatti nel pansare che il figlio e la figlia si siano innamorati di una persona più vecchia di loro. Nel frattempo Max e la signorina sono scesi per strada, seguiti dai due genitori incuriositi; notano i due giovani andare via di fretta per poi abbracciarsi. I due vecchi genitori, tirano un sospiro di sollievo per il loro errore.

## Conosciuto anche come
- Francia (titolo alternativo): Tout est bien qui finit bien